# Kim tự tháp Khendjer
Kim tự tháp Khendjer là một kim tự tháp được xây dựng làm lăng mộ cho pharaoh Khendjer, người trị vị Ai Cập vào năm 1760 TCN.Kim tự tháp là một phần của một khu phức hợp lớn bao gồm một đền thờ tưởng niệm, một nhà nguyện, hai bức tường bao vây và một kim tự tháp phụ.
Kim tự tháp này ban đầu cao khoảng 37 m (121 ft) nhưng bây giờ đã hoàn toàn bị hủy hoại.Kim tự tháp này được phát hiện trong cuộc khai quật dưới sự chỉ đạo của Gustave Jéquier vào năm 1929. Đây là kim tự tháp duy nhất được hoàn thành trong triều đại thứ 13. triều đại của pharaoh Khendjer.

## Các cuộc khai quật
Những cuộc điều tra đầu tiên về kim tự tháp Khendjer đã được thực hiện vào giữa thế kỷ 19 bởi Karl Richard Lepsius.Kim tự tháp được khai quật bởi Gustave Jéquier từ năm 1929 cho đến năm 1931, các báo cáo khai quật được công bố 2 năm sau đó, vào năm 1933.

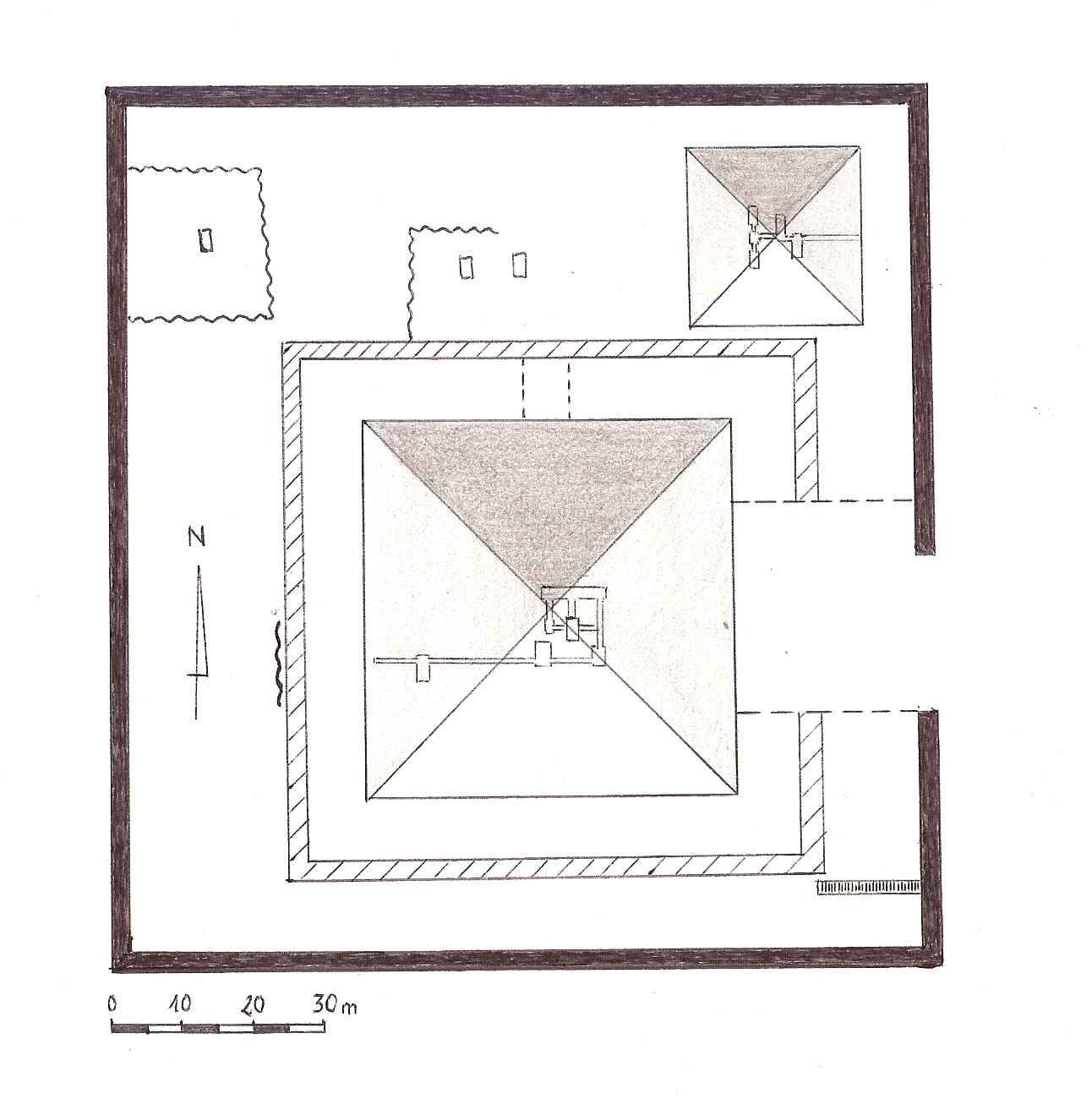
Bản đồ kim tự tháp Khendjer

## Khu phức hợp kim tự tháp

### Vị trí
Tổ hợp kim tự tháp Khendjer nằm giữa các kim tự tháp Pepi II và kim tự tháp Senusret III tại Nam Saqqara. Các kim tự tháp chính hiện gần như bị tàn phá hoàn toàn.

### Các bức tường
Tổ hợp kim tự tháp gồm các kim tự tháp chính được bao bọc bởi hai bức tường.Bức tường bên ngoài làm bằng gạch bùn, góc phía đông bắc là một kim tự tháp phụ nhỏ.Ở góc phía đông nam của bức tường bên ngoài là một cầu thang còn dang dở bị chặn, mà có thể là một phần của kết cấu kim tự tháp hoặc một phần của một ngôi mộ phía Nam chưa hoàn thành dành cho Ka(linh hồn) của nhà vua quá cố. Bức tường bên trong làm bằng đá vôi.

### Đền thờ

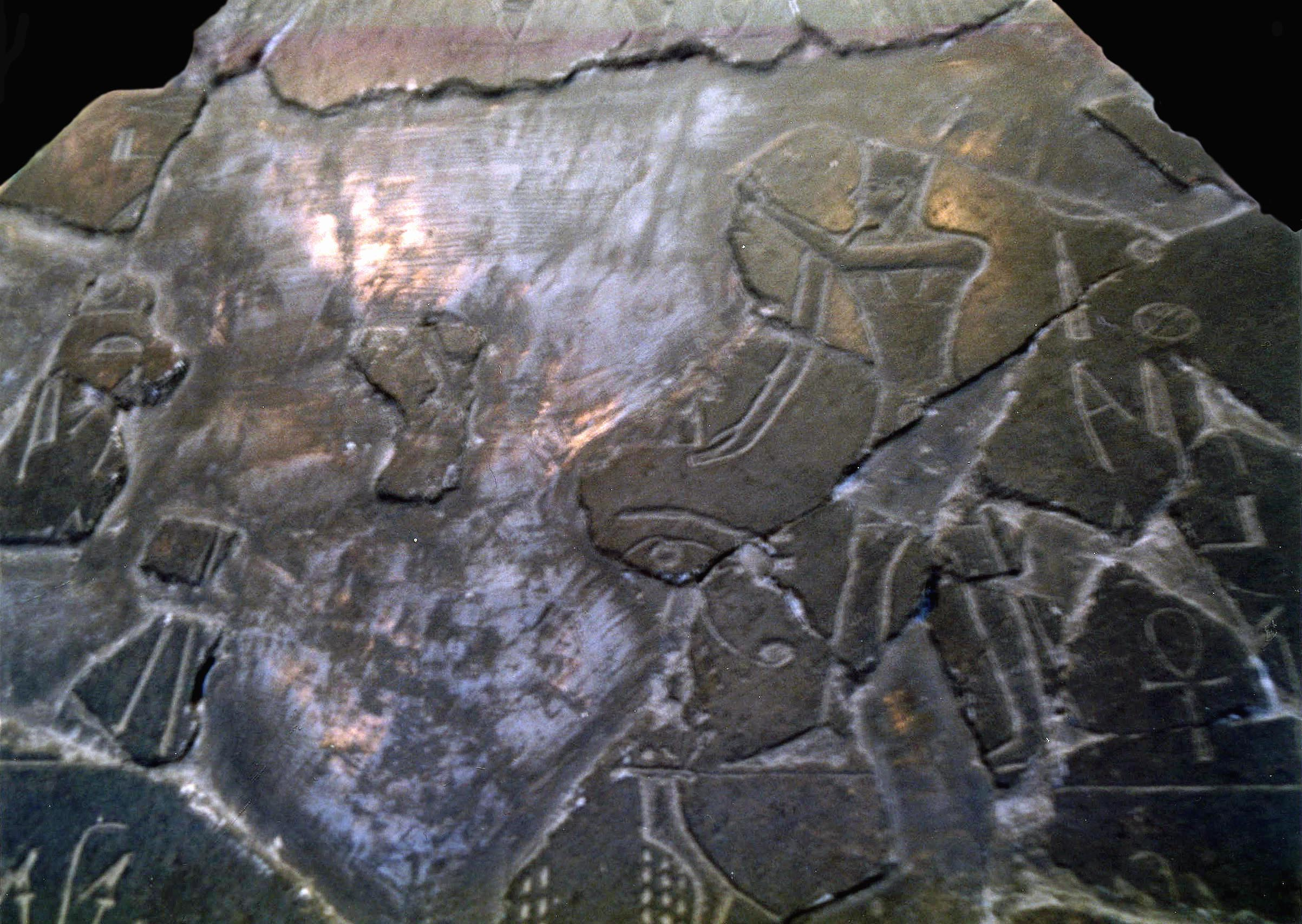
Mặt phía đông của kim tự tháp Khendjer, miêu tả hình ảnh nhà vua với hai vị thần là Atum và Re

Một nhà thờ nhỏ được xây dựng ở phía bắc của kim tự tháp chính, nằm bên trong các bức tường bao vây bên trong. Các đền thờ được xây dựng dựa trên một nền tảng và có thể đi tới đó bằng hai cầu thang.Ở bức tường phía bắc của đền đặt một cánh cửa màu vàng làm bằng đá thạch anh.Theo nhiều người, vị trí của cánh cửa này là không bình thường vì nó nên được đặy ở bức tường gần nhất với các kim tự tháp, tức là bức tường phía Nam chứ không phải là bức tường phía bắc.
Về phía đông của kim tự tháp là đền thờ tưởng niệm, được xây dựng để ghi nhớ về sự trị vì của Pharaoh. Còn lại rất ít các ngôi đền, trừ các mảnh phù điêu, các cột và các bộ phận còn sót lại của ngôi đền.

## Kim tự tháp chính

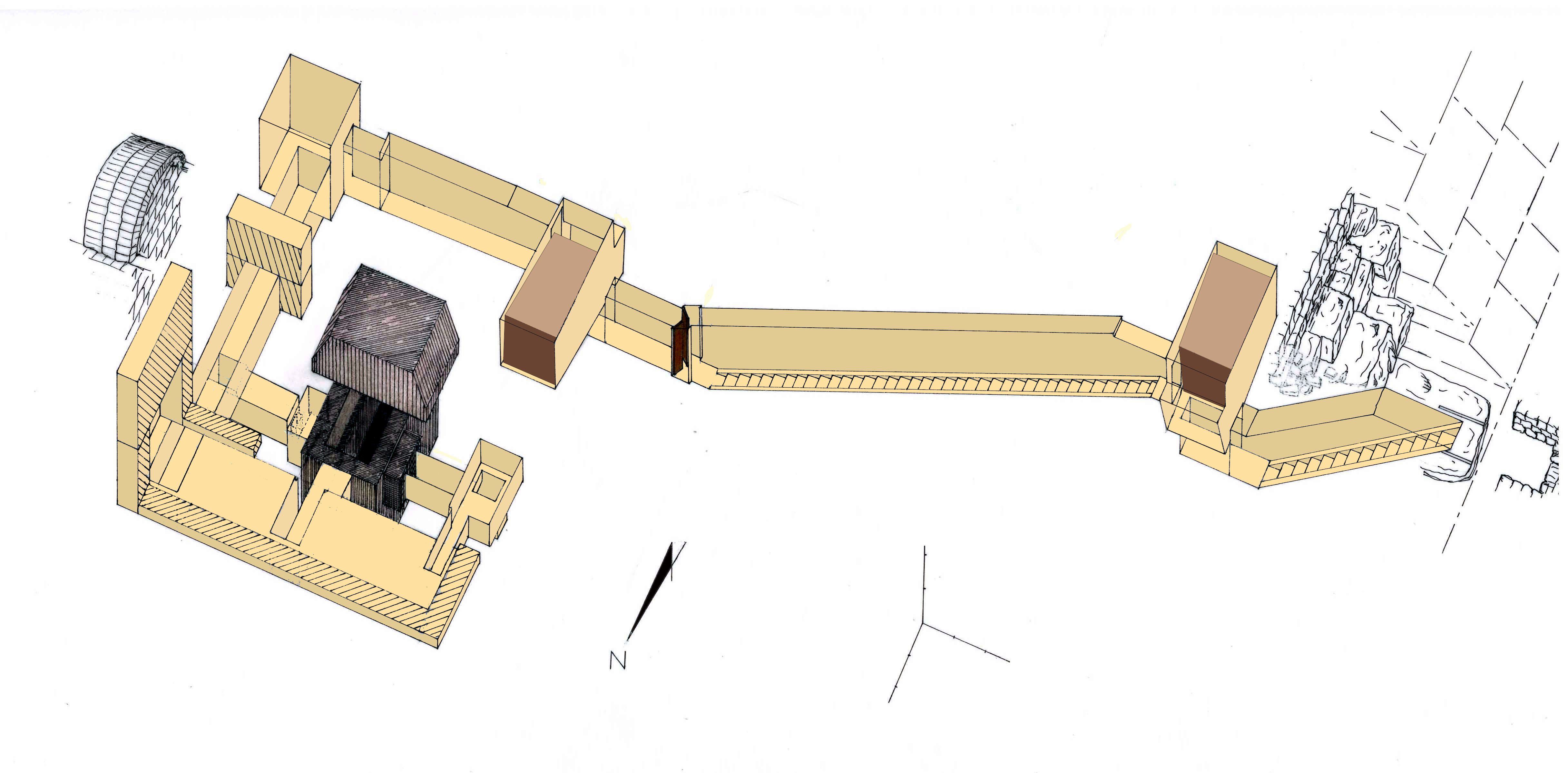
Bản đồ các phòng dưới lòng đất của kim tự tháp.

Kim tự tháp ban đầu cao khoảng 37 mét (121 ft).Lõi kim tự tháp được xây dựng bằng đá bùn, vỏ bọc bên ngoài làm bằng đá vôi. Nhưng hiện nay lớp vỏ đá vôi đã biến mất do nạn trộm đá, khiến cho phần lõi không còn được bảo vệ.Qua thời gian, phần lõi này đã dần bị mất đi và kim tự tháp hiện nay chỉ cao khoảng một mét.
Một phần mảnh đá pyramidion được phát hiện ở phía đông của kim tự tháp đã được phục hồi bởi G. Jéquier. Bây giờ nó đang được trưng bày tại Bảo tàng Ai Cập, Cairo.

## Kim tự tháp phụ
Ở góc phía đông của khu phức hợp kim tự tháp Khendjer là một kim tự phụ nhỏ, mà được cho là đã được chuẩn bị để làm lăng mộ cho hai người vợ của Khendjer.